# تيري فولرتون
تيري فولرتون (بالإنجليزية: Terry Fullerton)‏ هو سائق سباق بريطاني، ولد في 4 يناير 1953 في لندن في المملكة المتحدة.